# Мюллер, Нико
Нико Себастьян Мюллер (род. 25 февраля 1992, Тун, Швейцария) — швейцарский автогонщик. Участник чемпионата Формулы-Рено 3.5 в сезонах 2012—2013 годов. Выступал за Audi в DTM в сезонах 2014—2022 годов. В сезоне 2024 года выступает в чемпионате мира Формулы-E в составе команды ABT Cupra и в Чемпионате мира по автогонкам на выносливость в составе команды Peugeot Sport.

## Карьера
Мюллер начал свою карьеру в автоспорте в 2004 году с картинга, где выступал по 2007 год. В сезоне 2008 года перешёл в формульные гонки и выступал за команду Jenzer Motorsport в швейцарской Формуле-Рено, в которой финишировал пятым в личном зачёте с одной победой. Мюллер также выступил за свою команду в нескольких гонках из трёх других чемпионатов Формулы-Рено. В сезоне 2009 года Мюллер остался в Jenzer Motorsport и провел свой второй сезон в швейцарской Формуле-Рено. Он доминировал в сезоне и выиграл чемпионат, опередив Джованни Вентурини, одержав девять побед в двенадцати гонках. Мюллер также стартовал за свою гоночную команду в Еврокубке Формулы-Рено и закончил сезон в этой серии на 11-м месте в личном зачёте.
В сезоне 2010 года Мюллер начал выступать в Jenzer Motorsport в только что созданной серии GP3. В спринтерской гонке в Валенсии одержал свою первую победу в серии GP3 и финишировал третьим в личном зачёте после чемпиона Эстебана Гутьерреса и Роберта Уикенса, одержавших ещё одну победу. В сезоне 2011 года Мюллер остался в Jenzer Motorsport и завершил свой второй сезон в GP3. Победой завершил сезон как лучший гонщик своей команды, заняв четвёртое место в чемпионате.
В сезоне 2012 года Мюллер перешёл в серию Формула-Рено 3.5. Он выступал за команду International Draco Racing. Заняв второе место как лучший результат, он закончил сезон на девятом месте в личном зачёте. Внутри команды обыграл своего напарника по команде Андре Неграо, который финишировал 15-м. В сезоне 2013 года Мюллер и Неграо снова сформировали пару пилотов International Draco Racing в Формуле-Рено 3.5. В Монако Мюллер впервые добился своей первой поул-позиции и, наконец, выиграл свою первую гонку в Формуле-Рено 3.5. Он одержал свою вторую победу в дождевой гонке на Хунгароринге, где увеличил лидерство. Мюллер поднялся на пятое место в личном зачёте. Внутри команды снова одержал победу над Неграо, который закончил сезон на десятом месте в личном зачёте.
В сезоне 2014 года Мюллер ушёл из формульных гонок и перешёл в серию DTM, где получил место в команде Audi Team Rosberg. В личном зачёте занял 19-е место как худший гонщик Audi. В сезоне 2015 года Мюллер провел свой второй сезон DTM за команду Audi Team Rosberg. Он выбрал 51 в качестве своего гоночного номера. Мюллер закончил сезон на 21-м месте в личном зачёте. Он также участвовал в трёх гонках Blancpain Endurance Series. В сезоне DTM 2016 года Мюллер перешёл в команду Abt Sportsline, где добился своего первого подиума, заняв третье место на открытии сезона, и впервые выиграл в Нюрнберге. Мюллер занял девятое место в личном зачёте.

## Личная жизнь
С осени 2016 года Мюллер состоит в отношениях с моделью Викторией Пашолд и живёт в Блюменштайне, Швейцария. Их сын родился в августе 2020 года.